# المدينة الإعلامية الأردنية
المدينة الإعلامية الأردنية هي مدينة إعلامية تأسست في الأردن، في عمّان عام 2001، وهي شركة خاصة تأسست بالتعاون بين حكومة المملكة الأردنية الهاشمية وشركة دلة للإنتاج المملوكة لرجل الأعمال السعودي الشيخ صالح كامل، برأسمال عشرة ملايين دينار أردني. ويُؤمل منها أن تجعل من عمّان محوراً رئيسياً لشبكات البث الفضائي.
تقوم المدينة على بث ما يزيد عن 120 قناة ولا يزال العدد ينمو باطراد. معظم القنوات التي تبث من المدينة الإعلامية غير أردنية، تحاول عمّان اليوم منافسة مدن أخرى ذات خبرة وإمكانات في مجال الإعلام مثل بيروت ودبي والقاهرة.

## الموقع
تقع المدينة الإعلامية الأردنية في العاصمة عمان بالقرب من مؤسسة الإذاعة والتلفزيون الأردنية، في منطقة المقابلين